# Літ (Нідерланди)
Літ (нід. Lith) — село в нідерландській провінції Північний Брабант. Входить до муніципалітету Осс.
Його площа становить 13,04 км², а населення станом на 2021 рік складало 3 130 осіб.
До 1958 року мало статус окремого муніципалітету.

## Галерея

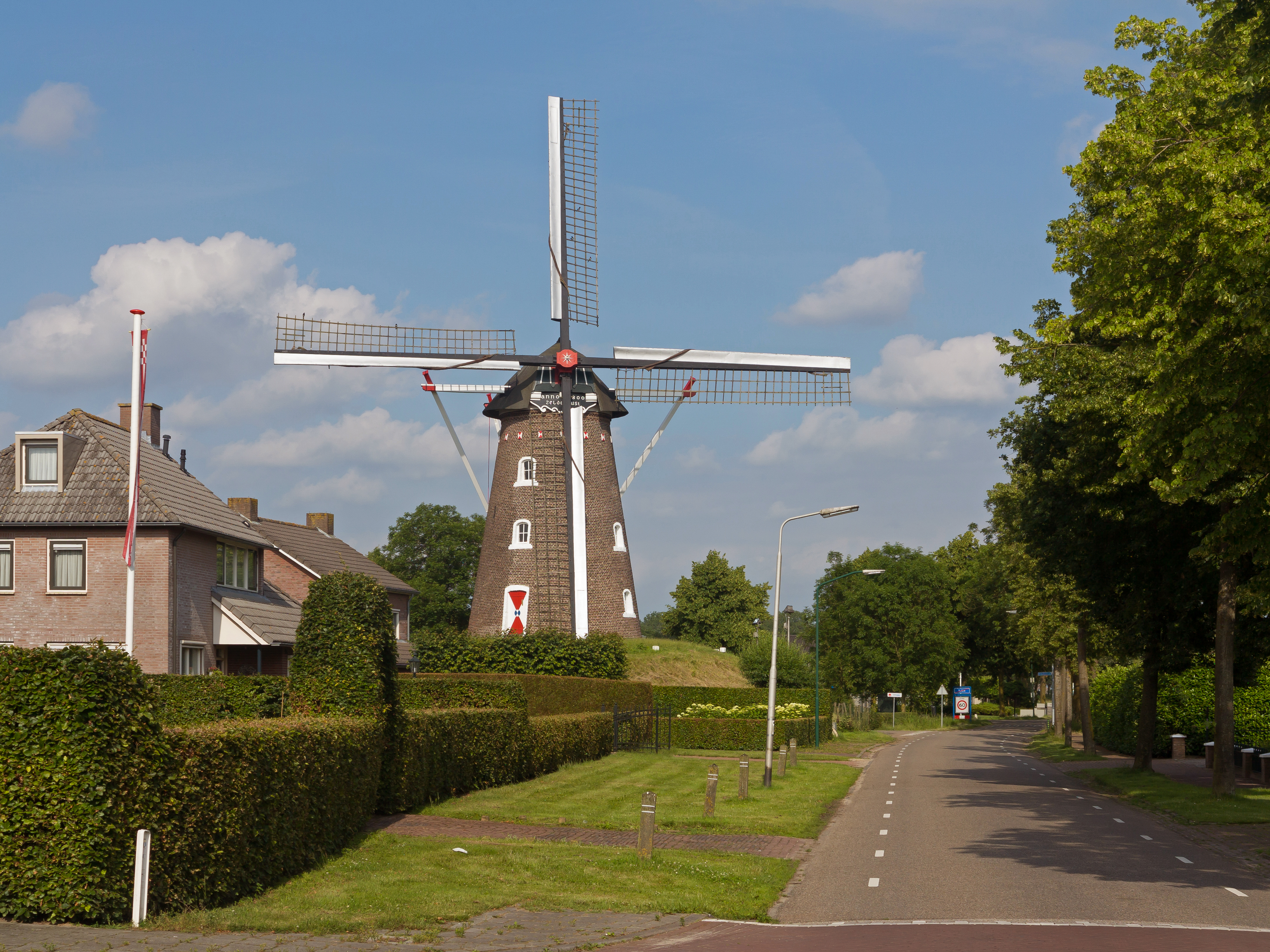
Вітряк de Zeldenrust
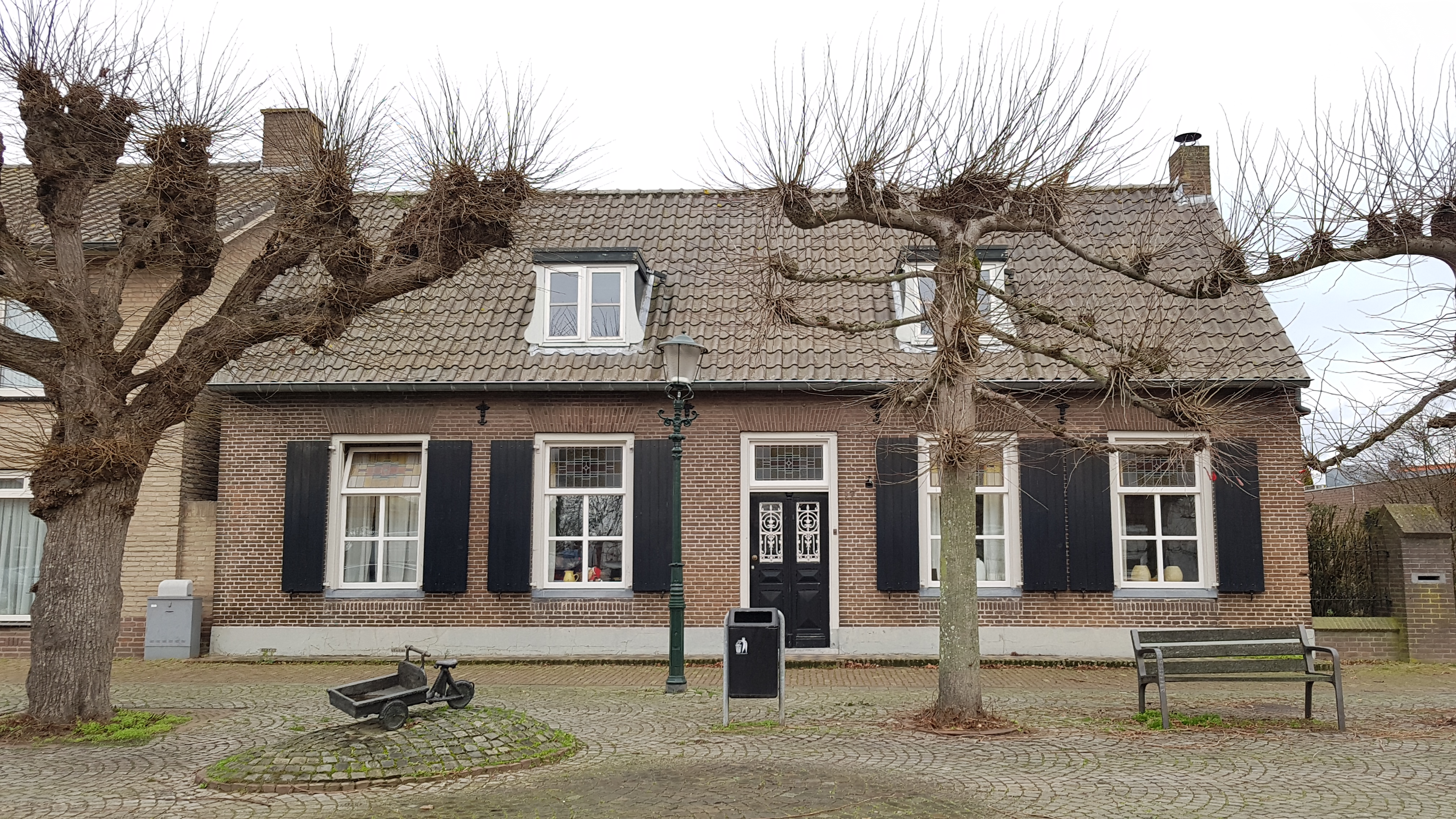
Будинок в Літі
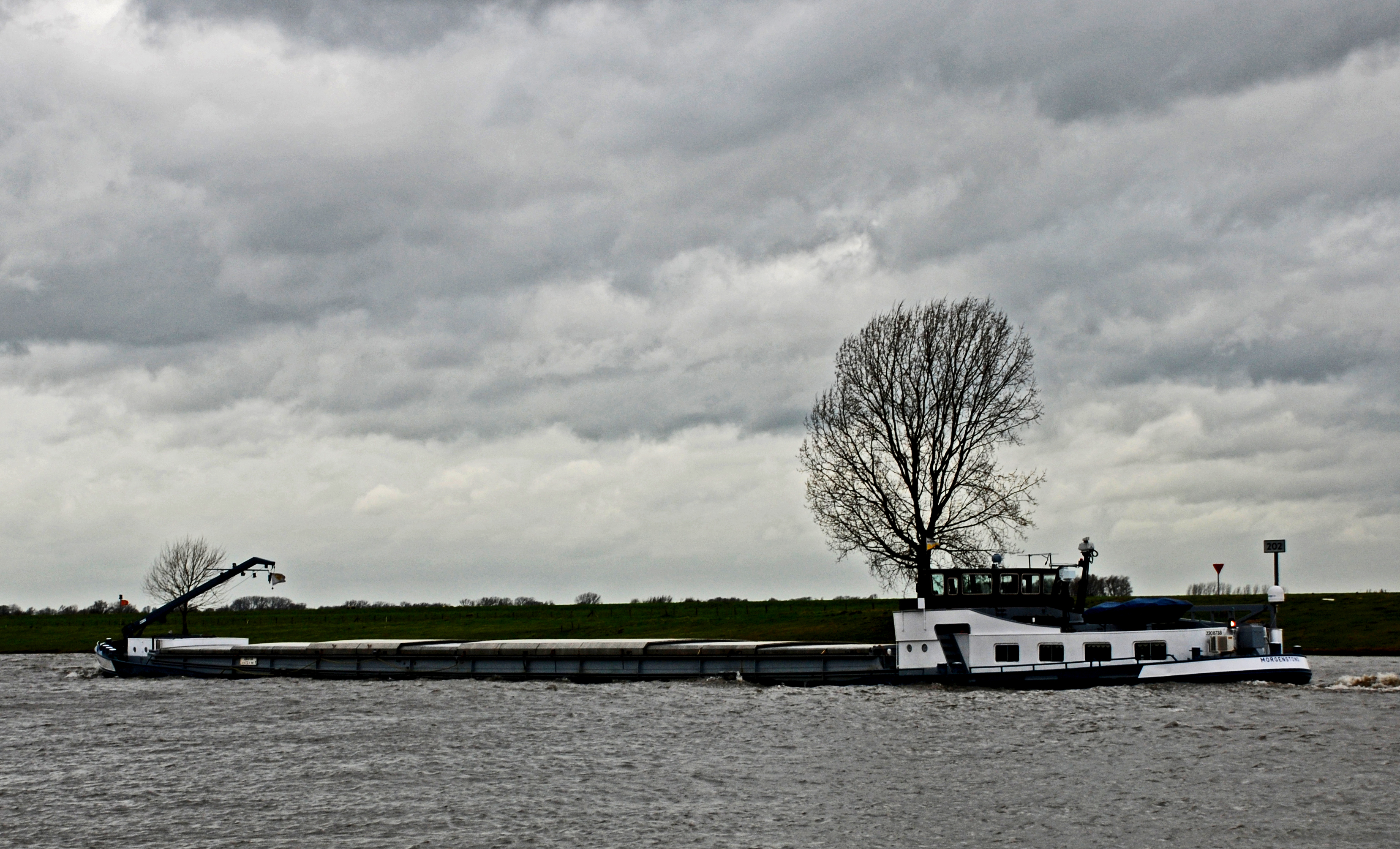
Баржа на Маасі поблизу села
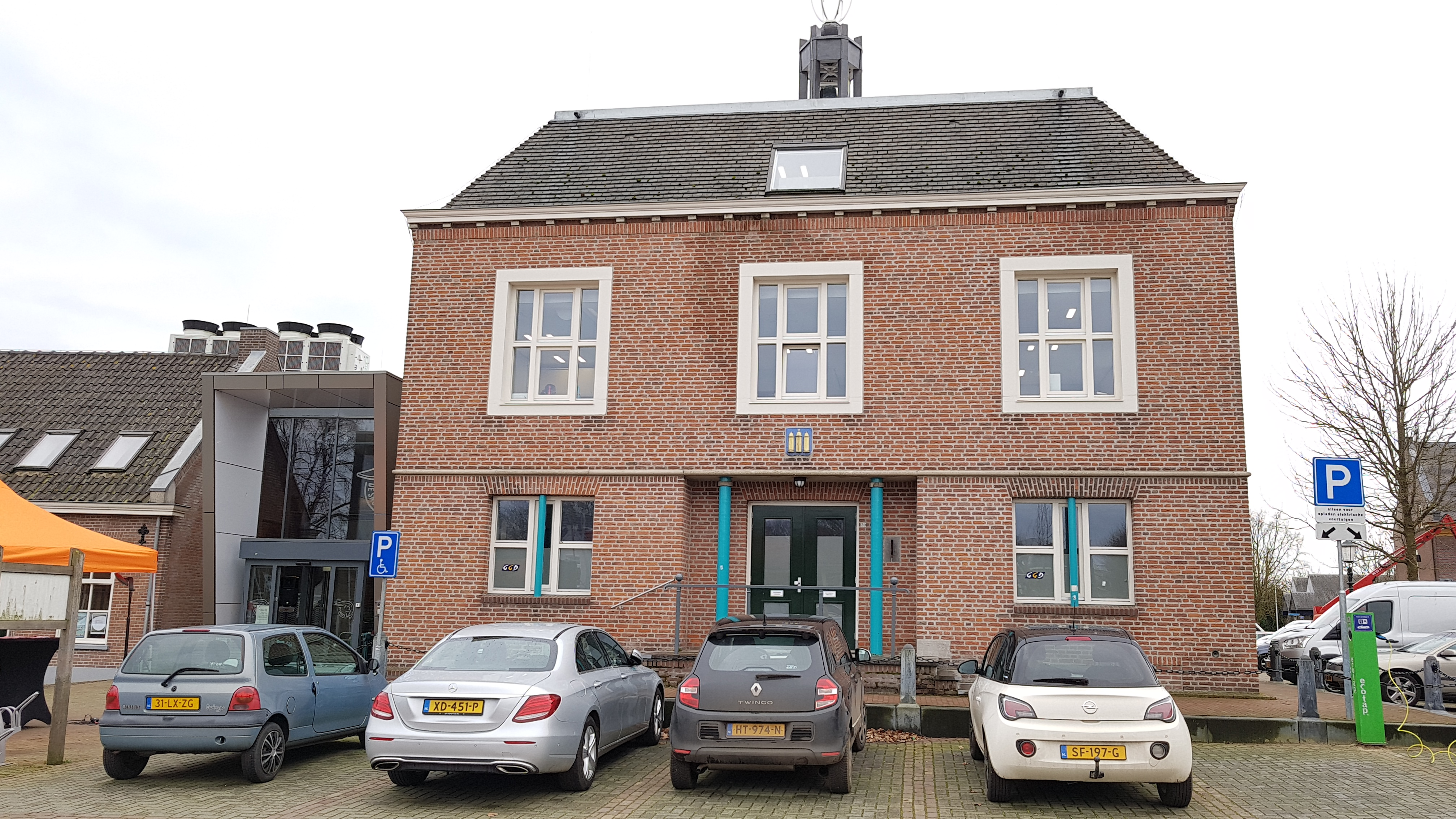
Будівля колишньої мерії